# Mateare
Mateare é um município da Nicarágua, situado no departamento de Manágua. Tem 297 km² de área e sua população em 2020 foi estimada em 59.812 habitantes.